# Tephrina cineraria
Tephrina cineraria är en fjärilsart som beskrevs av Philogène Auguste Joseph Duponchel 1829. Tephrina cineraria ingår i släktet Tephrina och familjen mätare. Inga underarter finns listade i Catalogue of Life.